# ビグ・ザム
ビグ・ザム (BIG-ZAM / BYG-ZAM) は、「ガンダムシリーズ」に登場する架空の兵器。有人操縦式の機動兵器「モビルアーマー (MA)」のひとつ。初出は、1979年に放送されたテレビアニメ『機動戦士ガンダム』。
作中の軍事勢力のひとつであるジオン公国軍の試作機。大型機が多いMAのなかでも特に巨大で、円盤のような本体に1対の「脚」をもち、強力な火器を多数搭載する。公国宇宙攻撃軍司令ドズル・ザビとその部下たちが搭乗し、主人公アムロ・レイが所属する地球連邦軍と戦う。
本記事では、外伝作品などに登場するバリエーション機や発展型などについても記述する。

## 設定解説
ビグ・ザムは攻撃力重視のコンセプトを末端拡大化した産物であり、一年戦争において開発された戦術兵器では最大かつ最強と推察されている。機体としては対要塞攻撃用、要塞防衛用とされる。メガ粒子砲やIフィールド発生器といった重武装を有するが、生産コストは1機でムサイ級2隻分と高騰した。また、宇宙空間では冷却能力に課題が残り、最大稼動時間はわずか20分以下であった。
乗員はメインパイロット1人とサブオペレーター2人の3人。高度な操縦システムを有するため、コクピットの大きさは突撃艇並となっている。また、脚部は歩行ユニットであるとともに質量移動による姿勢制御システムの一部であり、緊急時には切り離すことも可能である。
開発はア・バオア・クーで行われた。当初の計画では量産化および地上での運用が検討されており、ビグ・ザム1機につきムサイ1隻で運搬、ジャブローへ向け降下させたあとの、中隊規模の部隊編成による要塞の瞬時発見・殲滅という運用が期待されていた。実機がロールアウトしたのは初号機のみとされている。量産型では大気圏突入能力、ミノフスキーフライトによる大気圏飛行と10時間以上の戦闘継続能力を有していたであろうと想像されている。

### 武装・装備
大型メガ粒子砲
主砲。機体中央部に装備。出力は13.9MW「大型偏向メガ粒子砲」と記述した資料もみられる。ドズルがテレビ版では「前部ビーム」、劇場版では「フロントビーム」と呼称。一撃で戦艦を撃沈可能。
メガ粒子砲
胴体部の全周に装備されており、MSの接近を阻む効果を持つ。出力は2.1MW。
「対空用偏向型メガ粒子砲」と記述した資料もみられる。砲門数を28とした資料と、44とした資料、26とした資料が存在する。
105mmバルカン砲
2門装備される。
クロー
脚部に装備する射出式のクロー。「対空防御ミサイル」、「対空防御用クローランチャー」と記述した資料もみられる。アニメーション作品『機動戦士ガンダムIII めぐりあい宇宙編』劇中ではスレッガーの搭乗するコアブースターをこれで撃破した。
Iフィールド・ジェネレーター
資料によって「Iフィールド発生器」「Iフィールド発生システム」、「磁気バリアー」、「対ビームバリヤー」とも記述される。
これにより、ビグ・ザムは中長距離からのビーム兵器を完全に無効化する。一方、フィールド内からのビーム攻撃は防げないほか、実体弾兵器の攻撃に対しては高い防御力を持たない。
機動兵器としてはビグ・ザムで初めて搭載された。

## 劇中での活躍
テレビアニメ『機動戦士ガンダム』第35、36話および劇場版『機動戦士ガンダムIII めぐりあい宇宙編』中盤に登場。地球連邦軍によるジオン公国宇宙攻撃軍の本拠地・宇宙要塞ソロモンの攻略戦で活躍する。
テレビ版第35話で、ジオン公国のギレン・ザビより援軍としてア・バオア・クーからソロモンに送られるが、ザビ家三男で宇宙攻撃軍司令官兼ソロモン司令官でもあるドズル・ザビは、「戦いは数だ」と逆に憤慨する。本機は分解された状態でパプア級補給艦に積載されてソロモンに到着し、ただちに要塞内部のファクトリーで再組み立てが行われるが、ソロモン戦の序盤には間に合わず出撃できなかった。
テレビ版第36話では、起死回生の一撃としてドズルら4人（操縦1、火器管制1、航法1、機長（ドズル）1）が搭乗し、先陣を切ってソロモンのジオン軍残存兵力を糾合して出撃するも、ソーラ・システム第二照射を受けて全艦隊の1/4に相当するソロモン残存艦隊を損失。急遽作戦変更してソロモンから撤退するジオン公国軍艦艇の時間稼ぎ役となる。要塞内部に侵入した連邦軍ソロモン侵攻部隊と交戦。ボールの主砲直撃に耐えたほか、ジムのビームスプレーガンを磁界(Iフィールド)によって反射し、メガ粒子砲で殲滅する。後、過剰な火力を要塞内部で使うことは味方の損害が大きいために要塞から出撃。ビーム砲による長距離攻撃で連邦軍宇宙艦隊のマゼラン級やサラミス級を多数撃沈する。その中にはティアンム艦隊旗艦「タイタン」も含まれており、この戦いにおける連邦軍ソロモン侵攻部隊の司令官であるティアンム中将は戦死した。以上の戦果から、ドズルは「ビグ・ザムが量産の暁には連邦なぞあっという間に叩いてみせるわ」とうそぶく。
圧倒的な性能で連邦軍を返り討ちにするビグ・ザムだったが、Iフィールドジェネレーターによるバリアシステムはゼロレンジからのビーム攻撃を無効化できないという弱点を連邦軍パイロットスレッガー・ロウに見抜かれ、アムロ・レイの操縦するガンダムを乗せたGファイター（映画版ではコア・ブースター）に肉薄攻撃をしかけられる。迎撃によりスレッガー機は撃墜されるものの、分離したガンダムが至近距離からビーム・ライフルで攻撃。さらにビーム・サーベルで白兵戦を挑むという攻撃により撃破される。
小説版においてはソロモン工廠にてドズル主導の元で開発が行われたという設定であり、コレヒドール宙域に出撃したドズル艦隊の旗艦ガンドワに曳航されて出撃した。メガ粒子砲の数は16門とされ、Iフィールドは搭載されておらずビームライフルでダメージを負っている。ガンドワ艦隊に切り込んだアムロ隊を迎撃するべく出撃したが、ニュータイプとして覚醒したアムロ隊には歯が立たず、ジムにより片足を失うなど苦戦。その後特攻をかけたガンドワとの連携でジムを打ち落としたものの、直後にガンダムのビームライフルで撃破された。
漫画『THE ORIGIN』では、もともとドズルがジオンのMS開発を主導していたという設定になっており、本機も小説版同様ドズル自身の命により開発されている。スレッガーの特攻はビグ・ザムの足がコア･ブースター部分を握り潰し、その結果分離したコア･ファイターが特攻するかたちに変更されている。
劇場版『機動戦士Ζガンダム』機軸で描かれた漫画『機動戦士Ζガンダム デイアフタートゥモロー ―カイ・シデンのレポートより―』では、ジオン残党軍の所有機体がカラバと協力してティターンズのキリマンジャロ基地攻略作戦に参加する。少なくとも8機が確認されており、かんじきを装着している。これらの機体は一年戦争後アナハイム・エレクトロニクスに吸収された旧ジオン開発者たちの手によってキャリフォルニアベース周辺で密かに生産・完成されている。
テレビアニメ『機動戦士Gundam GQuuuuuuX』では、シャア・アズナブルがガンダムに敗れて戦死した世界線のララァ・スンが「シャアがガンダムに殺されない」ことを目指して作り出した平行世界のひとつに、シャアが赤い機体色の専用ビグ・ザムに搭乗した世界があったことが示されている。

## バリエーション

### ジービッグ・ザッム
漫画『機動戦士ガンダム0083 REBELLION』に登場。名称や型式番号、スペックなどは本編連載終了後に『ガンダムエース』で連載された「0083 REBELLION PLAY BACK」による。メカニックデザインは作者の夏元雅人で、ジオン系の生物的造形を残しつつ連邦系の硬質なメカっぽさでまとめ、数体のジムを取り込み融合した「妖怪」のような異様な機体というのがコンセプトとのこと。
ソロモン攻略戦でドズルが搭乗し、破壊されたものをベースに連邦軍が改修した機体。その目的は、ジオン残党に完全なる絶望を与えるためであるとされる。外装やIフィールド・ジェネレーターなどは連邦軍規格に変更されている。
宇宙世紀0083年の観艦式のフィナーレに披露される予定であったが、ラングにガンダム試作2号機を搭載して観艦式中の連邦軍艦隊へ強襲をかけるアナベル・ガトーに対し、グリーン・ワイアット大将が出撃を命じる。ラングの発射したビームをIフィールドで防ぎ切り、続けての突撃を正面から2本の脚で受け止める。結果的には、その性能のすべてを発揮することなくアトミック・バズーカで連邦軍艦隊ごと撃破される。

### ビグザム改
漫画『機動戦士VS伝説巨神 逆襲のギガンティス』に登場（型式番号：MS-08-2）。
宇宙世紀0091年、「巨神」の発動を阻止するためにネオ・ジオン軍によって2機が投入されるが、発動した巨神によっていずれも撃破される。そのうち1機には、シャークマウス（と眼）のノーズアートが描かれている。

### ビグ・ザム（ザビ家仕様）
『ギレンの野望』シリーズ（『ジオンの系譜』以降）に登場するゲームオリジナルの機体（型式番号：MA-08S）。
ビグ・ザムにミサイルランチャーを装備することで武装が強化され、ミノフスキー・クラフトによる陸上での行動範囲の拡大も行われているが、飛行できるわけではない。また、機体の各エッジ部分に装飾が施されている。ガルマ・ザビ率いる「新生ジオン」のシナリオに登場し、初期搭乗者はガルマ。

### ビグ・ザム（アクシズ仕様）
『ガンダムトライエイジ』ビルドMS第1弾に登場するゲームオリジナルの機体（型式番号：MA-08A）。
アクシズによって強化改造を施されたという想定であり、キュベレイに似たカラーリングが施されている。

## 後継機・発展機

### 量産型ビグ・ザム
ゲーム『SDガンダム GGENERATION』に登場（型式番号：MA-09）。
ビグ・ザムの改設計案で、外観は大幅に変更されており、脚部は胴体側面から生えた形となっている。全周囲メガ粒子砲は廃され、胴体下部に卵型の大型メガ粒子砲ユニットが配されている。ジャブロー攻略のため陸上での運用に特化されており、宇宙での行動能力は持たない。行動時間延長のためにIフィールドは撤廃され、代わりに耐ビーム・コーティングが施されており、余剰スペースおよび出力はミノフスキー・クラフトに回されている。しかし量産化の目途がついた頃には戦局が悪化しており、開発は中断されるが、「使用されなかった」として実機の完成を示唆する資料もある。
漫画『機動戦士ガンダム カタナ』では、宇宙世紀0084年に地球連邦軍の軍閥「シン・フェデラル」所属機として登場。基地防衛用やベレーノ・アバッキオ機が登場するが、いずれも撃墜される。

### マレーネ・カーン搭乗モビルアーマー
漫画『機動戦士ガンダム MSV-R 宇宙世紀英雄伝説 虹霓のシン・マツナガ』に登場。名称は仮のもので作中には出て来ず、作者の虎哉孝征も連載終了直後のイベントで「未だに名前決まってないんですよね」と発言している。
外観および武装はビグ・ザムに似ているが関連性は不明。脚の代わりに1本の長大なユニットが付いており、連邦軍兵士からは「コウモリガサ」と呼ばれる。全周囲メガ粒子砲はビットになっており、エルメス同様無線でのオールレンジ攻撃が可能となっている。また大型メガ粒子砲には上下に開くカバーが付いている。塗装はライト・パープル。
ドズル・ザビ中将の死を遠くから感じニュータイプに覚醒したマレーネ・カーンが搭乗し、一年戦争終結直前にゼナおよびミネバ・ザビを乗せアクシズへ向かうグワジン級の守備隊と追撃する連邦軍艦隊の戦闘に乱入。敵味方構わず攻撃を仕掛け、ドズルを失った逆恨みでゼナとシン・マツナガ大尉を狙うが、マツナガの高機動型ザクIIのジャイアント・ウォーハンマーにより撃破される。

### ドグザム
メカニックデザイン企画『MSV90』に登場。
ビグ・ザムの発展型として構想された機体。汎用性の向上を目指しており、上部に1対のアームを持つMSの上半身が追加されている。終戦により、設計段階で開発は中止される。

### ビグ・ザムール
BYG-ZAMURU
漫画『A.O.Z Re-Boot ガンダム・インレ-くろうさぎのみた夢-』に登場（型式番号：AMA-01S）。
第一次ネオ・ジオン抗争時に、ネオ・ジオンの地球降下作戦に協力するため、火星のジオン残党組織「ジオンマーズ」が開発した機体。ビグ・ザムのコンセプトを引き継いだジャムル・フィン（アクシズでは未完成のまま小型MAに改修）の開発を、ジオンマーズが独自に続行し完成した機体であり、ジャムル・フィンの完成形とも呼ばれる（アクシズで想定されていた本来の完成形の設計も存在する）。ニュータイプあるいは強化人間による、単独での操縦が想定されている。塗装はグリーンを基調とする。
機体前部中央に大出力の拡散および収束偏向式ハイ・メガ粒子砲を上下に2門搭載する。これらはそれぞれジャムル・フィンの胴体部となっており、同機の簡易式アームに代わって偏向ブレードが装備され、ビームの拡散率を調整する（この胴体部は脱出ポッドとしても機能する）。また、本機の股間部に折り畳まれている砲身を併用することで、長距離砲撃も可能となる。
ビグ・ザムと同様に、機体上部にIフィールド・ジェネレーターを搭載、側面には収納式の拡散メガ粒子砲を多数装備しているが、これらはアップグレードされている。また、ビグ・ザムの欠点であった稼働時間の制限も解決されており、長時間の運用が可能となっている。また、ビグ・ザムとガンダムの戦訓から、機体前部にクロー・アームを内蔵しており、MSとの近接戦闘も可能になっている。
さらにビグロの設計もフィードバックされており、背部に大型ブースターを搭載、頭部の左右には4連装ミサイルを装備している。さらに、脚部（クロー）を折り畳んで前方に展開し、クロー・アームとすることで「高速格闘戦形態」または「高速戦闘形態」と呼ばれる高機動形態へと変化する。そのため、脚部は逆関節の鳥脚状になっている。股間部に折り畳まれているパーツが展開して機首となるが、これはハイ・メガ粒子砲の収束器でもあり、長距離砲撃を可能とする。
ミノフスキー・クラフトを搭載した艦艇による直接降下が可能となったため、本機は地球降下作戦では運用されていない。
宇宙世紀0090年に火星に帰還したジオンマーズのチェスター宇宙艦隊に同行するネオ・ジオン軍残党の強化人間部隊「PG部隊」の一員であるヌマーシュが搭乗し、火星を支配する「レジオン」の検閲部隊に対し、搭載されていたサダラーン級「ミダラーン」の格納庫内部から発砲し戦闘の口火を切る。迎撃に出たレジオンのグロリア・ザビが搭乗するガンダムTR-6［クインリィ］と一騎討ちとなり苦戦するが、PG部隊のフェンリス・ヴォルフ小隊の介入により火星へ降下しようとする本隊と合流。監視衛星「エレノア」による砲撃の際にチェスターJr.のゲルググIIIの盾となり半壊、ヌマーシュは戦死する。

### ギガッザム
宇宙世紀0092年を舞台とする漫画『機動戦士ムーンガンダム』に登場。メカニックデザインは形部一平が担当。形部は、数多あるMAのなかでもっとも利用価値のある「自走砲台」としての側面を強く押し出したいと思い、ビグ・ザムよりのスタイルになったと語っている。背部にはα・アジールを意識したプロペラント・タンクが備えられ、ストーリー担当である福井晴敏が考案したビグロ寄りのスタイルへの変形機構も取り入れている。
ネオ・ジオン軍のグワーシャ艦隊で運用されている、拠点制圧用のニュータイプ対応型巨大MA。ハマーン戦争（第一次ネオ・ジオン抗争）末期のネオ・ジオン軍では本機を含む複数の大型MAが考案されていたが、それらはコア3沖海戦には投入が間に合わなかった。本機は3つの頭部にそれぞれコックピットが存在する3人乗り式となっており、ハマーン戦争後に強化処置を施された「ジャムルの3D」隊のダニー、デル、デューンが搭乗する。
3つの特性をひとつにまとめるというオールインワン方式で設計されており、二肢をアーム・ユニットとして前方に突き出し、背面の推進器と2本のプロペラント・タンクを活かして突撃するビグロタイプの高速格闘形態（Aモード）、二肢をレッグ・ユニットとして垂直に降ろし、Iフィールド発生器と全身のビーム砲で攻防一体の特性を発揮するビグ・ザムタイプの拠点攻略砲撃形態（Bモード）、二肢の有線式クロウ内蔵ビームとゴースト・ビットを展開したジオングタイプのオールレンジ攻撃形態に変形する。
武装は、各頭部に内蔵されたメガ粒子砲計3門、一撃必殺の威力をもつ胴体中央のハイ・メガ粒子砲1門、胴体の左右に計4基配置されたIフィールド発生器、各パイロットが分担して操作する胴体上部のゴースト・ビット6基、全身周囲に配置されたビーム砲計24門、二肢の膝部分に配置された4連ミサイルポッド2基、二肢の先端を射出するビーム砲内蔵の有線式ファンネルクロウ2基、クロウの各指から展開されるビーム・クロウ計6基。

### ビグ・ザウーラ
漫画『ダブルフェイク アンダー・ザ・ガンダム』（連載時は「ダブル・フェイク」）に並行して『エムジェイ』で連載された企画「MS90'S」に登場。メカニックデザインは福地仁。
宇宙世紀0090年には少数となっている旧ザビ派勢力によって、主流派のα・アジールやナイチンゲール、G-3に対抗しうる兵器として開発される。ビグ・ザムをムサイで運搬する構想に可変MAの機構を取り入れており、「モビル・クルーザー」に分類され、ムサイに類似したクルーズ・モードへと変形する。ムサイのエンジン部の大型ジェネレーターを改修することにより、超大型メガ粒子砲3基を装備可能としている。1番艦の名称は「ソロモン」。

### グラン・ザム
書籍『機動戦士ガンダムF91 フォーミュラー戦記0122 公式ガイドブック』が初出で、ゲーム『機動戦士ガンダムF91 フォーミュラー戦記0122』では没となり登場しない。
オールズ・モビル軍がビグ・ザムをベースに陸上用に再設計した超大型MA。シャルル・ロウチェスター専用の機体になるはずだったが開発が遅れ、実戦配備されていない。ビグ・ザムの胴体部に巨大なホバーユニットを接続したような形状となっている。

## ビグ・ザム（サンダーボルト版）
漫画『機動戦士ガンダム サンダーボルト』に登場するビグ・ザムは、従来の作品に登場する機体よりはるかに巨大で、全高はソーラ・レイの直径に匹敵する。作中では「ドロス級機動要塞並み」と言及されており、多数のMSやスペース・ランチを搭載する母艦となっている。
南洋同盟の指導者であるレヴァン・フウが指揮を執り、アナハイム・エレクトロニクス殲滅作戦の指揮艦となる。

### ビグ・ザム（アナハイム製）
アナハイムがタイタンズとして独立と宣戦布告と同時に、5機のビグ・ザム型モビルアーマーを月軌道上に導入している。こちらも多数のMSを搭載する母艦となっている。主な差異としては、主砲である大型メガ粒子砲が大型レールガンに変更されている。